# Kampfbahn Schwansbell
Die Kampfbahn Schwansbell ist ein Fußballstadion in Lünen. Das Stadion ist die Heimspielstätte des Lüner SV.
Das reine Fußballstadion wurde 1958 eröffnet und liegt am Schwansbeller Weg 7a in Lünen. Das Fassungsvermögen beträgt ca. 8.000 Plätze. In den 1960er Jahren war das Stadion für bis zu 10.000 Zuschauer ausgelegt. Namensgebend war das in unmittelbarer Nähe befindliche Schloss Schwansbell. Der Zuschauerrekord von 11.000 Besuchern stammt aus dem Juni 1967, als der Lüner SV ein Regionalligaaufstiegsspiel gegen den VfB Bottrop (0:0) austrug. Lünen spielte in der damals zweitklassigen Fußball-Regionalliga West in den Runden 1963/64 und 1967/68 bis 1972/73.
1963 wurde das Stadion um einen Beobachtungsstand für Radio- und Fernsehreportagen erweitert.

## Einzelbelege
1. ↑  Stadion mit Vergangenheit. Archiviert vom Original (nicht mehr online verfügbar) am 29. Dezember 2019; abgerufen am 18. Juni 2020.  Info: Der Archivlink wurde automatisch eingesetzt und noch nicht geprüft. Bitte prüfe Original- und Archivlink gemäß Anleitung und entferne dann diesen Hinweis.
2. ↑  ÜBER UNS (Memento des Originals vom 26. März 2015 im Internet Archive)  Info: Der Archivlink wurde automatisch eingesetzt und noch nicht geprüft. Bitte prüfe Original- und Archivlink gemäß Anleitung und entferne dann diesen Hinweis.. Eingesehen am 10. März 2015.
3. ↑  KAMPFBAHN SCHWANSBELL (Memento des Originals vom 2. April 2015 im Internet Archive)  Info: Der Archivlink wurde automatisch eingesetzt und noch nicht geprüft. Bitte prüfe Original- und Archivlink gemäß Anleitung und entferne dann diesen Hinweis.. Eingesehen am 10. März 2015.